# Tod am Rennsteig
Tod am Rennsteig ist eine Fernsehreihe, die seit 2023 von der Polyphon Film- und Fernsehgesellschaft im Auftrag von ARD Degeto und des Mitteldeutschen Rundfunks für Das Erste produziert wird. Die Folgen haben eine Länge von etwa 90 Minuten und werden im Rahmen der Rubrik Donnerstags-Krimi ausgestrahlt. Die Hauptrollen spielen Kristin Suckow und Bernhard Conrad. Als Schauplätze dienen die thüringische Landeshauptstadt Erfurt, der Thüringer Wald und andere Orte in der Umgebung.

## Handlung
Die Kriminalpsychologin Annett Schuster kehrt nach einem Auslandsaufenthalt aus den Vereinigten Staaten in ihre Heimat nach Erfurt zurück. Sie verstärkt das neue Team der Operativen Fallanalyse (OFA) um die Leiterin Marion Dörner und den Fallanalytiker Jan Kawig beim Landeskriminalamt Thüringen. Die Ermittler werden von der Gerichtsmedizinerin Vanessa Sun und der Kriminalkommissarin Sabine Limmer unterstützt.

## Hintergrund
Als Teil der Kriminalistik wird die OFA bei schweren Straftatbeständen wie Tötungsdelikten, Anschlägen oder sexueller Gewalt herangezogen. Die speziell ausgebildeten Kriminalbeamten sollen das Fallverständnis optimieren, die Tätersuche eingrenzen, mögliche Motive bewerten und neue Spuren verfolgen. Sie helfen damit der Kriminalpolizei bei der Priorisierung von Ermittlungsrichtungen und Eingrenzung der Verdächtigen.
Die Fallanalytiker befassen sich unter anderem mit intensiver Aktensichtung, einer umfangreichen Rekonstruktion der Tat und der Sichtung des Tatorts. Sie befinden sich im engen Austausch mit Experten aus der Rechtsmedizin, Psychologie und Psychiatrie sowie anderen Fachgebieten.

## Figuren

### Annett Schuster
Die Kriminalpsychologin Annett Schuster ist in Thüringen aufgewachsen und verbrachte einige Jahre zu Forschungszwecken an einer Universität in Boston. Zur Unterstützung bei der Aufklärung eines Ritualmordes kehrt Annett auf Betreiben der OFA-Leiterin Marion Dörner nach Erfurt zurück. Annetts teilweise unkonventionelle Methoden geben zuweilen Anlass zu Diskussionen. Sie ist scharfsinnig und ehrgeizig. Ihren charakterlich eher gegensätzlichen Kollegen Jan Kawig kennt sie von einer früheren Zusammenarbeit. Annett lebt in Erfurt und hat eine jüngere Schwester namens Sophie.

### Jan Kawig
Der Fallanalytiker Jan Kawig ist gebürtiger Thüringer und emotional an seinen Heimatort gebunden. Geprägt durch seinen Vater Raimund gehört der Glaube zum Alltag des gelernter Zimmermannes, obwohl sein Verständnis von Gott keinen religiösen Normen unterliegt. In seiner Ehrlichkeit akzeptiert er Machtlosigkeit und ungeklärte Fragen. Er schätzt seine Kollegin Annett Schuster für ihre Professionalität und vertraut ihrer Meinung. Vor ihrem Auslandsaufenthalt unterbreitete Jan Annett das Angebot, in das Team der OFA einzusteigen. Der Profiler kam als Quereinsteiger zur Polizei, nachdem er während seiner Walz in eine Mordermittlung involviert wurde. Mit einfachen Fragen und unkonventionellen Ansätzen brachte er die Ermittler auf die Spur des Täters. Jan wohnt in einem Haus mit angrenzendem Hof auf dem Land.

### Marion Dörner
Nach ihrer langjährigen Erfahrung als Fallanalytikerin der OFA ist Marion Dörner Vorgesetzte der Abteilung. Von ihren Mitarbeitern erwartet sie eine professionelle Arbeitshaltung. Der abgeklärte Leitungsstil der Teamplayerin zeichnet sich durch Wertschätzung ihres Umfeldes aus. Obwohl Marion an neuen Ansätzen bei der Verbrechensaufklärung interessiert ist, kommt sie oft mit den Phänomenen des aktuellen Zeitgeistes nicht zurecht. Sie ist langjährig verheiratet und hat zwei pubertierende Söhne, die viel Zeit mit elektronischen Medien verbringen.

### Sabine Limmer
Als langjährige Mitarbeiterin der OFA ist Sabine Limmer aufgeschlossen und fleißig. Mit ihrer Abenteuerlust neigt die sonst teamorientiert arbeitende Kriminalkommissarin zu gefährlichen Alleingängen. Ihre Akribie wird zuweilen von Ungeduld begleitet.

### Vanessa Sun
Vanessa Sun ist eine junge Gerichtsmedizinerin und unterstützt das OFA-Team dabei, das Täterprofil zu schärfen. Sie arbeitet faktenbasiert und beschränkt die soziale Interaktion mit ihren Mitmenschen auf ein Mindestmaß.

### Raimund Kawig
Raimund Kawig ist der Vater von Jan Kawig und ehemaliger Religionslehrer. Jans Mutter ist früh verstorben.

## Episodenliste
| Nr. | Originaltitel  | Erstausstrahlung | Regie              | Drehbuch    | Zuschauer             |
| --- | -------------- | ---------------- | ------------------ | ----------- | --------------------- |
| 1   | Auge um Auge   | 9. März 2023     | Maris Pfeiffer     | Jens Köster | 6,63 Mio. (23,8 % MA) |
| 2   | Haus der Toten | 13. März 2025    | Carolina Hellsgård | Jens Köster | 6,23 Mio. (25,2 % MA) |

## Rezeption
Die Fernsehzeitschrift TV Spielfilm bewertet die beiden bislang produzierten Folgen positiv (Daumen hoch) und spricht von „psychologischer Raffinesse“ und „unterhaltsam neu arrangiert“.
Rainer Tittelbach von Tittelbach.tv vergibt jeweils vier von sechs Sternen und bezeichnet die Fernsehfilme als „abwechslungsreich“, „handlungsintensiv“, „unaufgeregt“, „analytisch“ und „figurenorientiert“.
Oliver Armknecht schwankt in seiner Kritik auf film-rezensionen.de zwischen vier und fünf von zehn Punkten und zieht ein gemischtes Fazit: Lust auf mehr mache der Pilotfilm nicht. Der Kriminalfall sei „wenig interessant“ und die Figuren fielen „wenig spannend“ aus. Bei der Fortsetzung sei der Kriminalfall hingegen „in Ordnung“, auch wenn die Auflösung „ein bisschen aus dem Nichts“ komme.
Trotz überwiegend positiver Abstimmungen für den Pilotfilm wurde der Name „Rennsteig-Krimi“ bei einer Facebook-Umfrage der regionalen Tageszeitung Thüringer Allgemeine als verwirrend bezeichnet, da die Landeshauptstadt Erfurt überwiegend Schauplatz der Handlung sei.